# Funktionsgraph

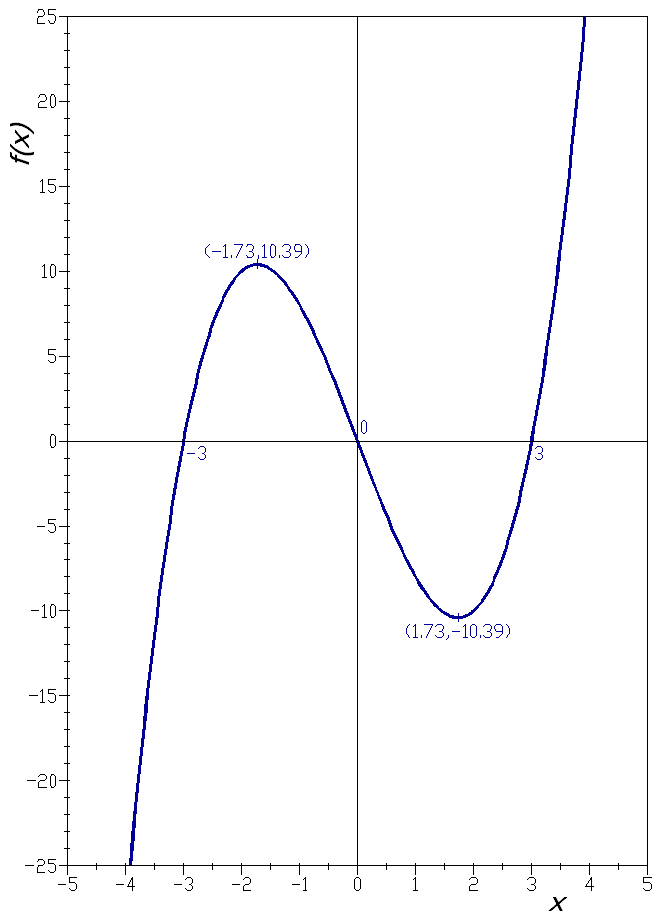
Graph der Funktion

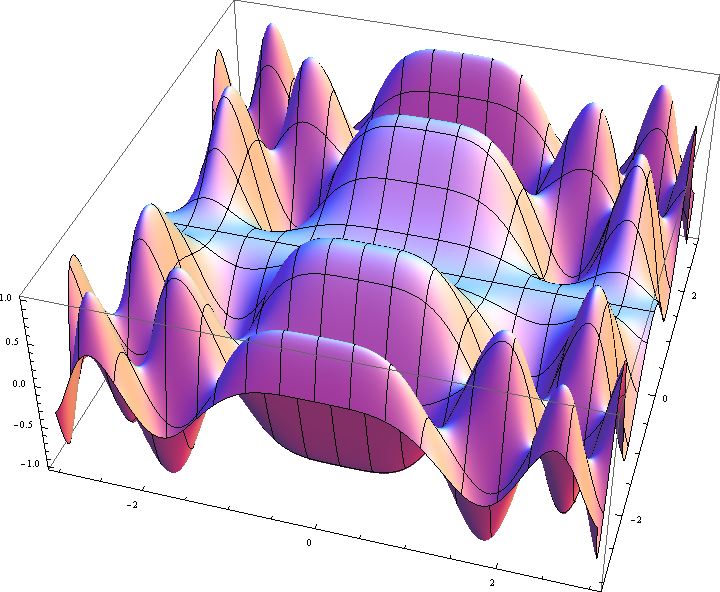
Graph der Funktion

Als Funktionsgraph oder kurz Graph (seltener: Funktionsgraf oder Graf) einer Funktion {\displaystyle f} bezeichnet man in der Mathematik die Menge aller geordneten Paare {\displaystyle (x,f(x))} aus den Elementen {\displaystyle x} der Definitionsmenge und den zugehörigen Funktionswerten {\displaystyle f(x)}.
Mitunter können diese Paare als Punkte in der Zeichenebene oder im Anschauungsraum interpretiert werden, sie werden auch Kurve, Kurvenverlauf oder ebenfalls Funktionsgraph genannt.

## Definition
Der Graph einer Funktion {\displaystyle f\colon D\to Z} mit Definitionsmenge {\displaystyle D} und Zielmenge {\displaystyle Z} ist die Menge
{\displaystyle G_{f}=\{(x,f(x))\in D\times Z\mid x\in D\}}.
Der Graph ist somit eine spezielle Teilmenge des kartesischen Produkts aus Definitions- und Zielmenge. Er besteht aus allen Paaren, bei denen die erste Komponente ein Element der Definitionsmenge und die zweite Komponente das diesem Element durch die Funktion zugeordnete Element der Zielmenge ist.

## Spezialfälle und Beispiele
Der Graph einer Funktion {\displaystyle f\colon D\to \mathbb {R} } mit {\displaystyle D\subseteq \mathbb {R} } ist eine Teilmenge von {\displaystyle \mathbb {R} \times \mathbb {R} =\mathbb {R} ^{2}} und kann somit als Punktmenge bzw. geometrische Figur in der Ebene aufgefasst werden. Beispiele sind:
- Der Graph einer linearen Funktion {\displaystyle f\colon \mathbb {R} \to \mathbb {R} ,x\mapsto ax+b} ist eine Gerade.
- Der Graph einer quadratischen Funktion {\displaystyle f\colon \mathbb {R} \to \mathbb {R} ,x\mapsto ax^{2}+bx+c} mit {\displaystyle a\neq 0} ist eine Parabel.
- Der Graph der Kehrwertfunktion {\displaystyle f\colon \mathbb {R} \setminus \{0\}\to \mathbb {R} ,x\mapsto {\tfrac {1}{x}}} ist eine Hyperbel.

Die Graphen von Funktionen {\displaystyle f\colon \mathbb {R} ^{2}\to \mathbb {R} } oder {\displaystyle f\colon \mathbb {R} \to \mathbb {R} ^{2}} sind Teilmengen von {\displaystyle \mathbb {R} ^{3}} und können als räumliche Figuren ebenfalls noch bildlich dargestellt werden. Beispiele sind:
- Der Graph einer stetigen Funktion {\displaystyle f\colon \mathbb {R} ^{2}\to \mathbb {R} } ist eine Fläche im dreidimensionalen Raum. Zum Beispiel ist der Graph der Funktion {\displaystyle f(x,y)=x^{2}+y^{2}} ein elliptisches Paraboloid.
- Der Graph einer stetigen Funktion {\displaystyle f\colon \mathbb {R} \to \mathbb {R} ^{2}} ist eine Kurve im dreidimensionalen Raum. Zum Beispiel ist der Graph der Funktion {\displaystyle f(t)=(\sin t,\cos t)} eine Schraubenlinie.

## Verwendung in der Mathematik
In mengentheoretischen Definitionen von Funktionen werden diese oftmals gerade als Menge der Stelle-Wert-Paare definiert, das heißt, der Graph wäre nichts anderes als die Funktion selbst, also {\displaystyle G_{f}=\{(x,f(x))\in D\times Z\mid x\in D\}=f}. Auf diese Kuriosität wies bereits 1960 Jean Dieudonné hin:
It is customary, in the language, to talk of a mapping and a functional graph as if they were two kinds of objects in one-to-one correspondence, and to speak therefore of “the graph of a mapping”, but this is a mere psychological distinction (corresponding to whether one looks on F either “geometrically” or “analytically”).
Bei mathematischen Betrachtungen, die nicht direkt im Kontext der mengentheoretischen Fundierung der mathematischen Begriffe stehen, setzt man jedoch in der Regel keine Mengenstruktur einer Funktion voraus, sondern fordert lediglich die Definiertheit des Bildes zu einer gegebenen Stelle. Mengenoperationen werden dann nicht auf Funktionen ausgeführt (etwa würde {\displaystyle \sin \cap \cos } dann meist nicht als sinnvoller Ausdruck angesehen), in einigen Fällen ist es jedoch gerade praktisch eine Funktion als Menge zu betrachten mit den auf Mengen definierten Operationen und Eigenschaften; diese Betrachtung geschieht über den Graphen der Funktion. Neben der Möglichkeit, eine Funktion dadurch als geometrische Figur zu betrachten, seien hier als weitere Beispiele genannt:
- In jedem polnischen Raum ist eine Funktion genau dann Borel-messbar, wenn der Graph eine Borel-Menge ist.[3]
- Satz vom abgeschlossenen Graphen: Ein linearer Operator zwischen Banachräumen ist genau dann stetig, wenn sein Graph abgeschlossen ist.

## Graphen im Sinne der graphischen Darstellung
Die graphische Darstellung ist kein mathematisches Objekt. Sie dient im Rahmen der Mathematik der Veranschauung und lässt Mutmaßungen über die Eigenschaften einer Funktion zu.

### Graphen unstetiger Funktionen, Definitionslücken
In der Darstellung der Graphen von unstetigen Funktionen oder von Funktionen mit Definitionslücken wird häufig durch {\displaystyle \bullet } angedeutet, dass ein Punkt zum Graphen gehört, und durch {\displaystyle \circ }, dass ein Punkt nicht Teil des Graphen ist. Ein Beispiel ist die Illustration der Vorzeichenfunktion (auch „Signumfunktion“).

### Beispiele
Drei Beispiele für Funktionsgraphen:
| Funktion | Graph | Anmerkung |
| --- | ----- | --- |
| {\displaystyle f(x)={\begin{cases}-1&{\mbox{falls }}x<0\\0&{\mbox{falls }}x=0\\1&{\mbox{falls }}x>0\end{cases}}} |       | Der Funktionswert der Vorzeichenfunktion an der Stelle 0 ist 0. |
| {\displaystyle f(x)={\begin{cases}0&{\mbox{falls }}x=1\\8&{\mbox{falls }}x=2\\15&{\mbox{falls }}x=3\end{cases}}} |       | Da der Definitionsbereich die Menge {\displaystyle \{1,2,3\}} ist, besteht der Graph nur aus den drei Punkten {\displaystyle (1,0)}, {\displaystyle (2,8)} und {\displaystyle (3,15)}. |
| {\displaystyle f(x)={\frac {1}{x}}}                                                                              |       | Für {\displaystyle x=0} ist die Kehrwertfunktion nicht definiert. Deshalb gibt es auch keinen Punkt des Funktionsgraphen mit der {\displaystyle x}-Koordinate 0.                       |